# Michael D. Cohen
Michael D. Cohen (Winnipeg, 22 de noviembre de 1975) es un actor canadiense. Es mejor conocido por su papel de Schwoz Schwartz en Henry Danger y sus derivados.

## Vida y carrera
Nacido en Winnipeg, Cohen comenzó la transición cuando tenía 20 años, y la información no se hizo pública hasta 2019. Él y su familia se mudaron a Richmond, Columbia Británica, cuando tenía 10 años. Como fanático de Carol Burnett y los otros actores En The Carol Burnett Show, se inspiró para ser actor y escritor, y ganó un concurso de jóvenes dramaturgos a los 12 años.
Años después de graduarse de la universidad, Cohen se mudó a Toronto, donde estudió actuación y consiguió su primer trabajo de locutor, sin un agente, en la serie animada de televisión Pippi Calzaslargas. Comenzó su carrera cuando apareció en Moville Mysteries, poco después apareció en Queer as Folk, Doc, RoboRoach y Henry's World, así como en muchos comerciales. En 2005, ganó el premio nacional Moc Docs al Mejor Falso Documental por su cortometraje Jew Jube Lives, una parodia de rap basada en la pregunta: "Si Eminem fuera judío y creciera en Thornhill, ¿cómo sería?" Fue la voz de Ty Archer en la serie animada de televisión Grossology por la que él y el conjunto recibieron una nominación al premio Gemini, el equivalente canadiense de un Emmy.
Desde 2014, Cohen ha interpretado a Schwoz Schwartz en la comedia Henry Danger, papel que continúa en la serie derivada de Henry Danger Danger Force. Ha aparecido en programas como Modern Family, The Real O'Neals, 2 Broke Girls, The Mindy Project, Backstrom, Eagleheart y Austin & Ally. Sus créditos cinematográficos recientes incluyen la comedia Suburbicon, dirigida por George Clooney y escrita por los hermanos Coen; la película nominada al Oscar Whiplash; y la película nominada al Canadian Screen Award It Was You Charlie, por la que fue nominado al premio ACTRA a la mejor interpretación principal.

## Filmografía

### Cine
| Año  | Título                            | Personaje           | Notas       |
| ---- | --------------------------------- | ------------------- | ----------- |
| 2013 | It Was You Charlie                | Abner               |             |
| 2014 | Whiplash                          | Overbrook Stagehand |             |
| 2016 | Generation Wolf                   | Luke                |             |
| 2017 | Suburbicon                        | Stretch             |             |
| 2018 | An Evening with Beverly Luff Linn | Mitch Stemp         |             |
| 2020 | Disclosure: Trans Lives on Screen | Himself             | Documentary |

### Televisión
| Año       | Título                                | Personaje                | Notas                                                            |
| --------- | ------------------------------------- | ------------------------ | ---------------------------------------------------------------- |
| 2002      | Moville Mysteries                     | Milo "Fibber" Kryzinski  | 4 episodios                                                      |
| 2002      | Doc                                   | Orderly                  | Episodio: "On Pins and Needles"                                  |
| 2002      | Henry's World                         | Plutonian                | Episodios: "Is Anybody Out There?/Secrets"                       |
| 2003      | RoboRoach                             | HappyChap                | Episodios: "Shuttle Bugs/Rememberizing Rube"                     |
| 2003      | JoJo's Circus                         | Workmouse                | Episodios: "The Confetti Caper/Jojo on the Tightrope "           |
| 2006      | Time Warp Trio                        | Selim                    | Episodio: "Harem Scare Em"                                       |
| 2009      | My Name Is Earl                       | Guy                      | Episodio: "My Name Is Alias"                                     |
| 2009      | Tim and Eric Awesome Show, Great Job! | Partyer / Ball Retriever | Episodios: "Road Trip", "Tennis"                                 |
| 2009      | Eastwick                              | Fidel's Manservant       | 3 episodios                                                      |
| 2006–2009 | Grossology                            | Ty Archer                | Papel principal                                                  |
| 2010      | Wizards of Waverly Place              | Cliff                    | Episodio: "Uncle Ernesto"                                        |
| 2011      | Modern Family                         | Odd Neighbor             | Episodio: "Door to Door"                                         |
| 2012      | 2 Broke Girls                         | Ticket Taker             | Episodio: "And the Hold-Up"                                      |
| 2013      | Austin & Ally                         | Mr. Gower                | Episodio: "Freaky Friends & Fan Fiction"                         |
| 2013–2014 | Kickin' It                            | George Washington Waiter | Episodio: "Return of Spyfall", "Nerd with a Cape"                |
| 2014–2020 | Henry Danger                          | Schwoz                   | Papel recurrente (temporadas 1–4); Papel principal (temporada 5) |
| 2014      | Eagleheart                            | Spats                    | Episodio: "Spats"                                                |
| 2015      | Backstrom                             | Tiny                     | Episodio: "Ancient, Chinese, Secret"                             |
| 2016      | D-Sides                               | Carl                     | Episodio: "Smells Of Solace"                                     |
| 2016      | Shady Neighbors                       | Mr. Turner               | Película para Televisión                                         |
| 2016      | The Real O'Neals                      | Dr. Filbert              | Episodio: "The Real Book Club"                                   |
| 2017      | Powerless                             | Samuel Greene            | Episodio: "Wayne Dream Team"                                     |
| 2017      | Angie Tribeca                         | Louie                    | Episodio: "Hey I'm Solvin' Here"                                 |
| 2018      | Game Shakers                          | Schwoz                   | Episodio: "Babe Loves Danger"                                    |
| 2018      | The Adventures of Kid Danger          | Schwoz                   | Papel principal de voz                                           |
| 2019      | All That                              | Himself                  | Episodio 1105                                                    |
| 2019      | Vampirina                             | Blobby                   | Episodio: "Nosy's Day In/Sincerely, Blobby"                      |
| 2020–2024 | Danger Force                          | Schwoz                   | Papel Principal                                                  |

### Series Web
| Año       | Título                                  | Personaje    | Notas           |
| --------- | --------------------------------------- | ------------ | --------------- |
| 2012      | Talking Friends                         | Ben the Dog  | Papel principal |
| 2013–2014 | It's a Small World: The Animated Series | Luis / Wazoh | Papel principal |

Cohen tiene docenas de créditos comerciales, incluidos Mini Starburst, FedEx, Capital One, Boston Market, Honda (con Patrick Warburton) y la campaña Super Bowl Hulu Plus con Will Arnett. Cohen fue copresidente del Conservatorio SAG-AFTRA Hollywood en el American Film Institute l y es miembro del Comité Nacional del Conservatorio SAG-AFTRA. Tiene una maestría en educación de adultos centrada en la educación transformadora para artistas intérpretes o ejecutantes. Ofrece talleres de actuación y asesoramiento en audiciones privadas para actores en Los Ángeles, Toronto y todo el mundo. Reside en Los Ángeles.